# Bruna (Castel Ritaldi)

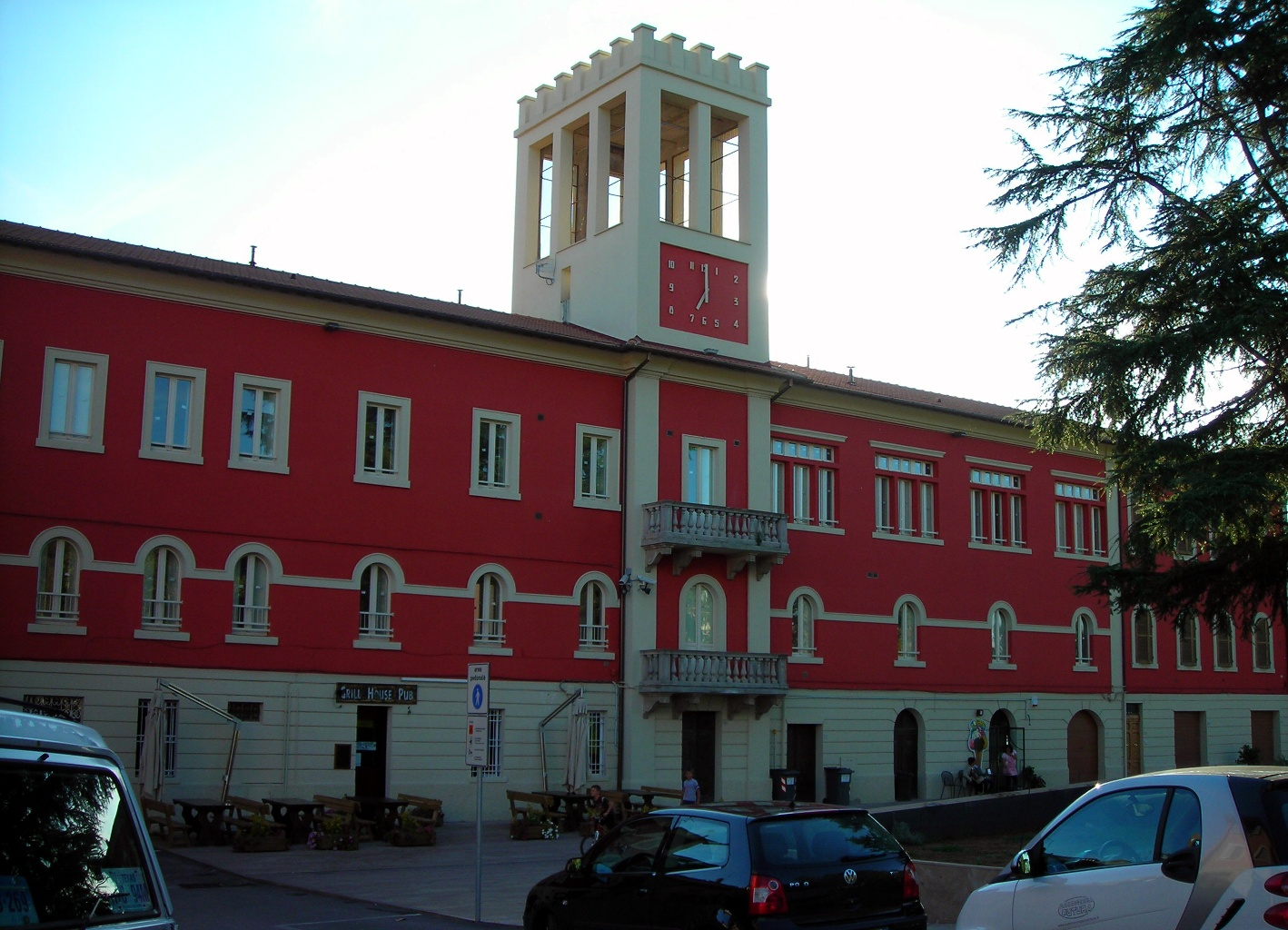
Vista del paese

Bruna è una frazione del comune di Castel Ritaldi (PG). Secondo i dati del censimento Istat del 2001, gli abitanti sono 1.087, più del doppio rispetto a quelli del centro del capoluogo. La frazione si trova in pianura, a 242 m s.l.m.

## Storia
Il nome del paese (in precedenza La Bruna, poi modificato in Bruna) è storicamente collegato con il santuario della Madonna della Bruna, un bell'esempio di architettura rinascimentale ispirata alle opere del Bramante.
Esso venne edificato sulla riva del torrente Tatarena, in seguito ad un presunto miracolo.
Inoltre, secondo la leggenda locale, mentre alcuni pellegrini si stavano recando a visitare le spoglie della beata Chiara da Montefalco, nel giugno del 1706, essi si riposarono brevemente all'ombra delle querce che crescevano presso il torrente. Lo stendardo che stavano portando in processione, però, non riusciva ad essere risollevato: essi poterono proseguire solo dopo aver fatto dipingere tale stendardo a fresco sulle mura interne della chiesa del luogo. In aggiunta a questo, il pittore incaricato dell'esecuzione, si vide l'opera inspiegabilmente portata a termine da sola, dopo che egli l'aveva avviata il giorno prima.

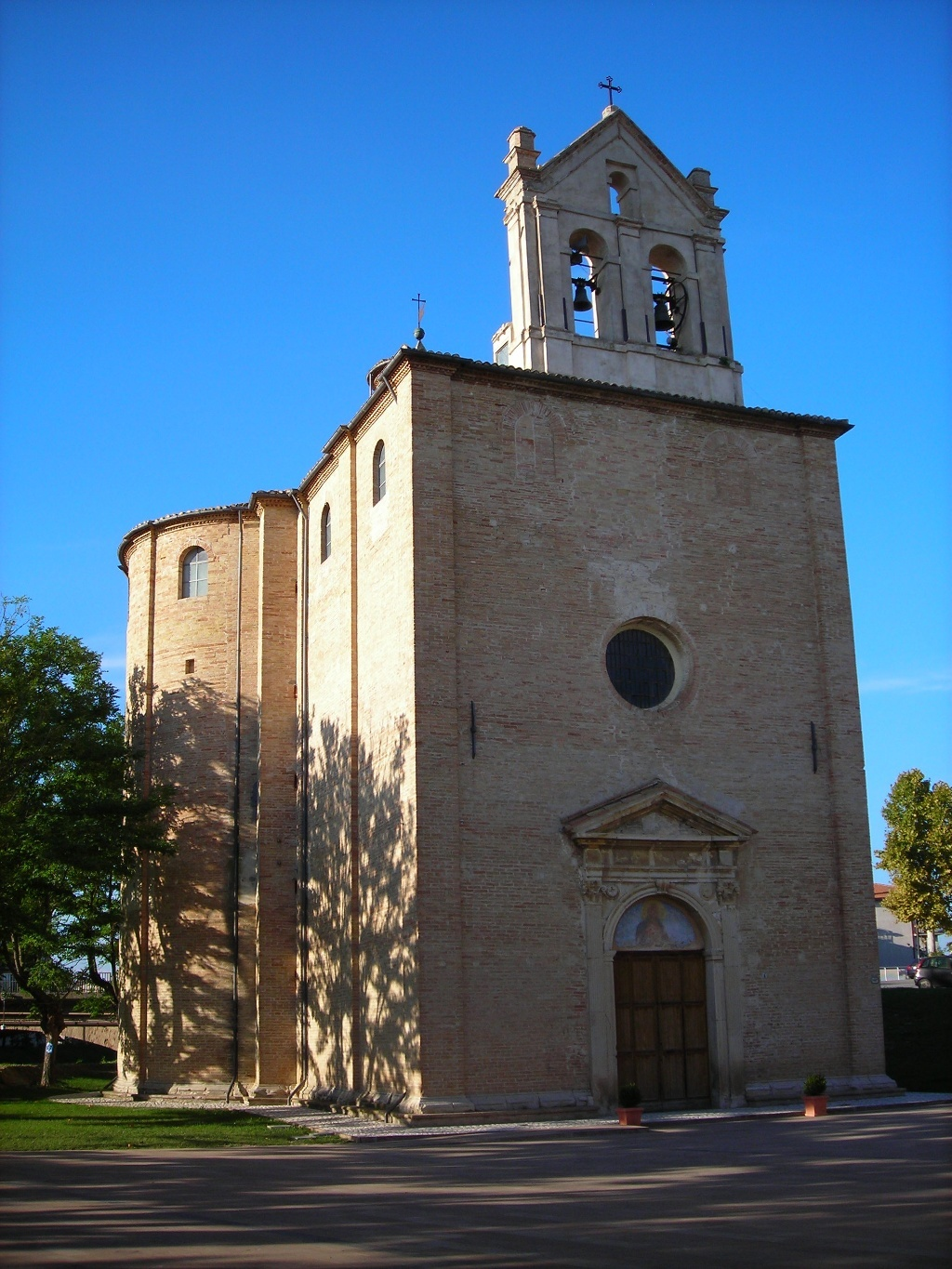
Santuario della Madonna della Bruna

L'interno della chiesa (1510) è a navata unica, a croce greca, con tre absidi circolari eguali. All'interno si trovano affreschi di Tiberio di Diotallevi (Madonna della Bruna, sull'altare maggiore) e di Pier Matteo Piergili (abside) e, all'altare del braccio destro, una tela con la Madonna col Bambino e Sant'Anna in gloria con San Nicola di Bari, Carlo Borromeo e Sebastiano di Giovanni Baglione.

## Economia e manifestazioni
Da citare, tra gli impianti sportivi, lo stadio comunale "Calisto" (calcio).

## Monumenti e luoghi d'interesse
Il 22 dicembre 2011 il Comune di Castel Ritaldi ha dedicato una piazza della frazione al pittore russo Gregory Maltzeff (detto il Pittorusso), sepolto a Castel Ritaldi. Il "Largo Gregory Maltzeff" .